# حفل توزيع جوائز الغولدن غلوب الخامس والستون
حفل توزيع جوائز الغولدن غلوب الخامس والستون

13 يناير 2008
أفضل فيلم - دراما: 

 تكفير 
أفضل فيلم - موسيقي أو كوميدي: 

 سويني تود: الحلاق الشيطاني لشارع فليت 
أفضل سلسلة تلفزيونية - دراما: 

 ماد من 
أفضل سلسلة تلفزيونية - موسيقية أو كوميدية: 

 Extras 
أفضل مسلسل قصير أو فيلم تلفزيوني: 

 لونغفورد 
حفل توزيع جوائز الغولدن غلوب الخامس والستون (بالإنجليزية: 65th Golden Globe Awards) هو حفل لتكريم أفضل الإنجازات في مجال صناعة الأفلام والمسلسلات لعام 2007، كان مقررا أن يقام الحفل في 13 يناير 2008 ولكن بسبب إضراب نقابة الكتاب الأمريكية لم يتم إقامة الحفل، وعوضا عن ذلك تم الإعلان عن الفائزين من خلال مؤتمر صحفي يوم 14 يناير 2008. وبُث في الولايات المتحدة على شبكة إن بي سي ودبي وان وإم بي سي 4 في الشرق الأوسط وشمال أفريقيا.

## الفائزين والمرشحين
فيما يلي الفائزين والمرشحين لجوائز الغولدن غلوب الخامسة والستون. أسماء الفائزين واردة في الجزء العلوي من كل قائمة بخط غليض.

### الفيلم
| أفضل فيلم - دراما | أفضل فيلم - موسيقي أو كوميدي |
| --- | --- |
| - تكفير - رجل عصابة أمريكي - وعود شرقية - المناظرون العظماء - مايكل كلايتون - لا بلد للعجائز - ستسيل الدماء | - سويني تود: الحلاق الشيطاني لشارع فليت - عبر الكون - حرب تشارلي ويلسون - مثبتات الشعر - جونو |
| أفضل ممثل - فيلم دراما | أفضل ممثلة - فيلم دراما |
| - دانيال دي لويس - ستسيل الدماء بدور دانيال بلاينفيو - جورج كلوني - مايكل كلايتون بدور مايكل كلايتون - جيمس مكافوي - تكفير بدور روبي تيرنر - فيجو مورتينسين - وعود شرقية بدور نيكولاي لازن - دنزل واشنطن - رجل عصابة أمريكي بدور فرانك لوكاس                                                                                            | - جولي كرستي - بعيدا عنها بدور فيونا أندرسون - كيت بلانشيت - إليزابيث: العصر الذهبي بدور إليزابيث الأولى ملكة إنجلترا - جودي فوستر - الشجاع بدور إيريكا باين - أنجلينا جولي - القلب الكبير بدور ماريان بيرل - كيرا نايتلي - تكفير بدور سيسيليا تاليس            |
| أفضل ممثل - فيلم موسيقي أو كوميدي | أفضل ممثلة - فيلم موسيقي أو كوميدي |
| - جوني ديب - سويني تود: الحلاق الشيطاني لشارع فليت بدور سويني تود / بنجامين باركر - رايان غوسلينغ - لارس والفتاة الحقيقية بدور لارس ليندستروم - توم هانكس - حرب تشارلي ويلسون بدور عضو الكونغرس تشارلز ويلسون - فيليب سيمور هوفمان - عائلة سافاج بدور جون سافاج - جون ك. رايلي - Walk Hard: The Dewey Cox Story بدور ديفورد "ديوي" كوكس | - ماريون كوتيار - الحياة الوردية بدور إديث بياف - إيمي آدمز - يحكى أن بدور جيزال - نيكي بلونسكي - مثبتات الشعر بدور ترايسي إدنا تورنبلاد - هيلينا بونهام كارتر - سويني تود: الحلاق الشيطاني لشارع فليت بدور السيدة نيلي لوفيت - إلين بيج - جونو بدور جونو مكغوف |
| أفضل ممثل مساعد - فيلم | أفضل ممثلة مساعدة - فيلم |
| - خافيير باردم - لا بلد للعجائز بدور أنتون تشيغور - كيسي أفليك - اغتيال جيسي جيمس من قبل الجبان روبرت فورد بدور روبرت فورد - فيليب سيمور هوفمان - حرب تشارلي ويلسون بدور غاست آفراكوتوس - جون ترافولتا - مثبتات الشعر بدور إدنا تورنبلاد - توم ويلكينسون - مايكل كلايتون بدور آرثر إدينس                                                | - كيت بلانشيت - أنا لست هناك بدور جود كوين - جوليا روبرتس - حرب تشارلي ويلسون بدور جُوان هيرينغ - سيرشا رونان - تكفير بدور بريوني تاليس - أيمي رايان - رحلت الطفلة رحلت بدور هيلين ماكريدي - تيلدا سوينتون - مايكل كلايتون بدور كارين كراودر                     |
| أفضل مخرج | أفضل سيناريو |
| - جوليان شنابل، قناع الغوص والفراشة - تيم برتون، سويني تود: الحلاق الشيطاني لشارع فليت - الأخوان كوين، لا بلد للعجائز - ريدلي سكوت، رجل عصابة أمريكي - جو رايت، تكفير | - الأخوان كوين، لا بلد للعجائز - ديابلو كودي، جونو - كريستوفر هامبتون، تكفير - رونالد هاروود، قناع الغوص والفراشة - آرون سوركين، حرب تشارلي ويلسون |
| أفضل أغنية أصلية | أفضل موسيقى تصويرية |
| - "Guaranteed (من أداء إيدي فيدر) " من فيلم إلى البرية - "Despedida (من أداء شاكيرا)" من فيلم الحب في زمن الكوليرا - "رحلت غرايس (من أداء جيمي كولوم)" من فيلم رحلت غرايس - "That's How You Know (من أداء إيمي آدمز)" من فيلم يحكى أن - "Walk Hard (من أداء جون ك. رايلي)" من فيلم Walk Hard: The Dewey Cox Story                       | - داريو ماريانيللي، تكفير - مايكل بروك، كاكي كينغ، إيدي فيدر، إلى البرية - كلينت إيستوود، رحلت غرايس - البرتو اجلسيوس فرننديز، عداء الطائرة الورقية - هوارد شور، وعود شرقية                                                                                     |
| أفضل فيلم بلغة أجنبية | أفضل فيلم رسوم متحركة |
| - قناع الغوص والفراشة; فرنسا والولايات المتحدة - 4 أشهر، 3 أسابيع ويومان; رومانيا - عداء الطائرة الورقية; الولايات المتحدة - Lust, Caution; تايوان - برسبوليس; فرنسا | - خلطة بيطة بالصلصة - فيلم النحلة - أل سيمبسون |

## روابط خارجية
- حفل توزيع جوائز الغولدن غلوب الخامس والستون على موقع IMDb (الإنجليزية)